# Émile Verdet
Pour les articles homonymes, voir Verdet.
Marcel Émile Verdet, né le 13 mars 1824 à Nîmes et mort le 3 juin 1866 à Avignon, est un physicien français, maître de conférences de physique à l'École normale supérieure durant 18 ans.

## Biographie
Fils d'un receveur particulier des finances, dès son entrée au collège Rollin de Paris, Emile Verdet montre des capacités extraordinaires. Après avoir obtenu le prix d'honneur des sciences au concours général, il passe en 1842 les examens d'admission à l'École polytechnique et à l'École normale. Reçu sixième à la première et premier à la seconde, il opte pour cette dernière. Il y suit les conférences de physique de Joseph Cazalis, puis de Pierre Henry Blanchet, il suit en parallèle les cours de physique de Claude Pouillet et César Despretz à la faculté des sciences de Paris et y obtient les licences ès sciences mathématiques, ès sciences physiques et ès sciences naturelles. Classé hors ligne au concours d'agrégation de physique en 1845, il est immédiatement appelé à suppléer Pierre Henry Blanchet dans la chaire de physique du collège royal Henri IV.
Après l'obtention en 1848 du doctorat ès sciences physiques grâce à une thèse principale portant sur des Recherches sur les phénomènes d'induction produits par les décharges électriques présenté devant la faculté des sciences de Paris, il est chargé des fonctions de maître de conférences de physique à l'École normale supérieure en remplacement de Pierre-Henry Blanchet, puis titularisé en 1850. Il devient ensuite également examinateur d'admission suppléant (1851), puis titulaire (1852), puis examinateur des élèves (1855), puis professeur de physique (1863) à l'École polytechnique. Il supplée en outre Gabriel Lamé à la chaire de physique mathématique de la faculté des sciences de Paris.
Il édita les travaux d'Augustin Fresnel et fut éditeur des Annales de chimie et de physique.
Ses travaux de recherche portèrent notamment sur l'optique et le magnétisme, en particulier l'effet Faraday.
La constante de Verdet, qui mesure la rotation de la polarisation d'une onde lumineuse sous l'effet d'un champ magnétique porte son nom.

## Distinctions
- Chevalier de la Légion d'honneur (1861[2])